# 앨리 웡
앨리 웡(Ali Wong, 1982년 4월 19일 ~ )은 미국의 배우, 코미디언, 작가이다.

## 출연 작품
- 주먹왕 랄프 2: 인터넷 속으로 (Ralph Breaks the Internet) - 펠로니 역 (목소리)
- 우리 사이 어쩌면 - 사샤 역
- 버즈 오브 프레이 - 엘렌 이 역
- 온워드: 단 하루의 기적